# Fotografie v Indii

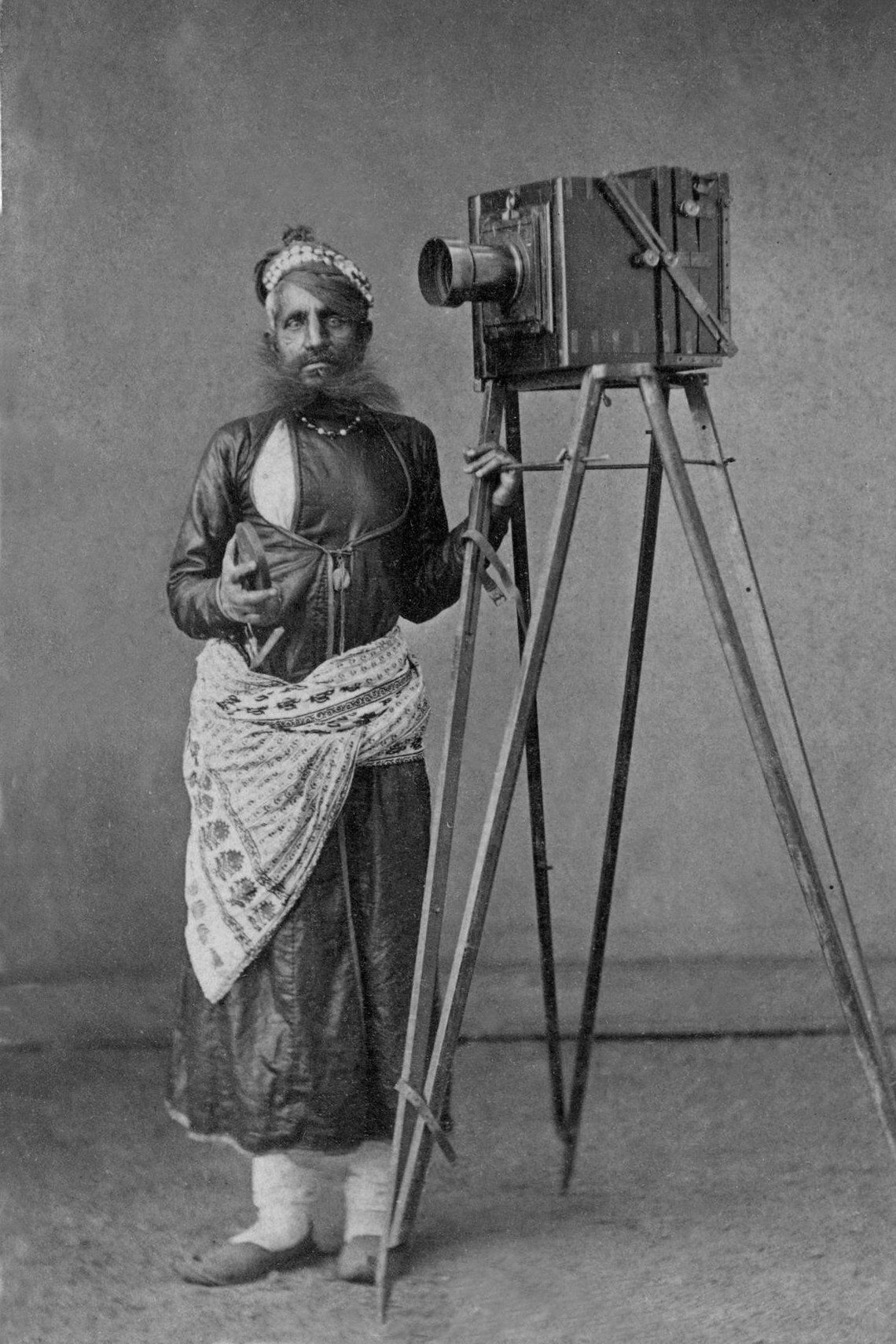
Portrét Mohana Lala, dvorního malíře a fotografa v Udaipuru, asi 1875

Fotografie v Indii se objevila krátce po vynálezu v Evropě v roce 1839 a je součástí historie země. Podobně jako v ostatních státech, byl vývoj techniky, řemesla a umění fotografie mimo jiné důsledkem změny technologie, zlepšování ekonomických a politických podmínek a míry uznání fotografie jako svéprávné formy umění. Fotografie byla zavedena v Indii Brity na počátku 19. století. Nejčasnější fotografové byli sponzorováni britskou vládou a pravítky knížecích států. Ve dvacátém století byla fotografie v Indii využívána při rekreaci, vedení záznamů, pro novinářskou a časopiseckou žurnalistiku, politickou propagandu a výtvarné umění. Fotografie se v Indii vyvíjela za spoluúčasti a zájmu od počátků tohoto umění ve světě fotografie až do dnešních dní.

## Historie

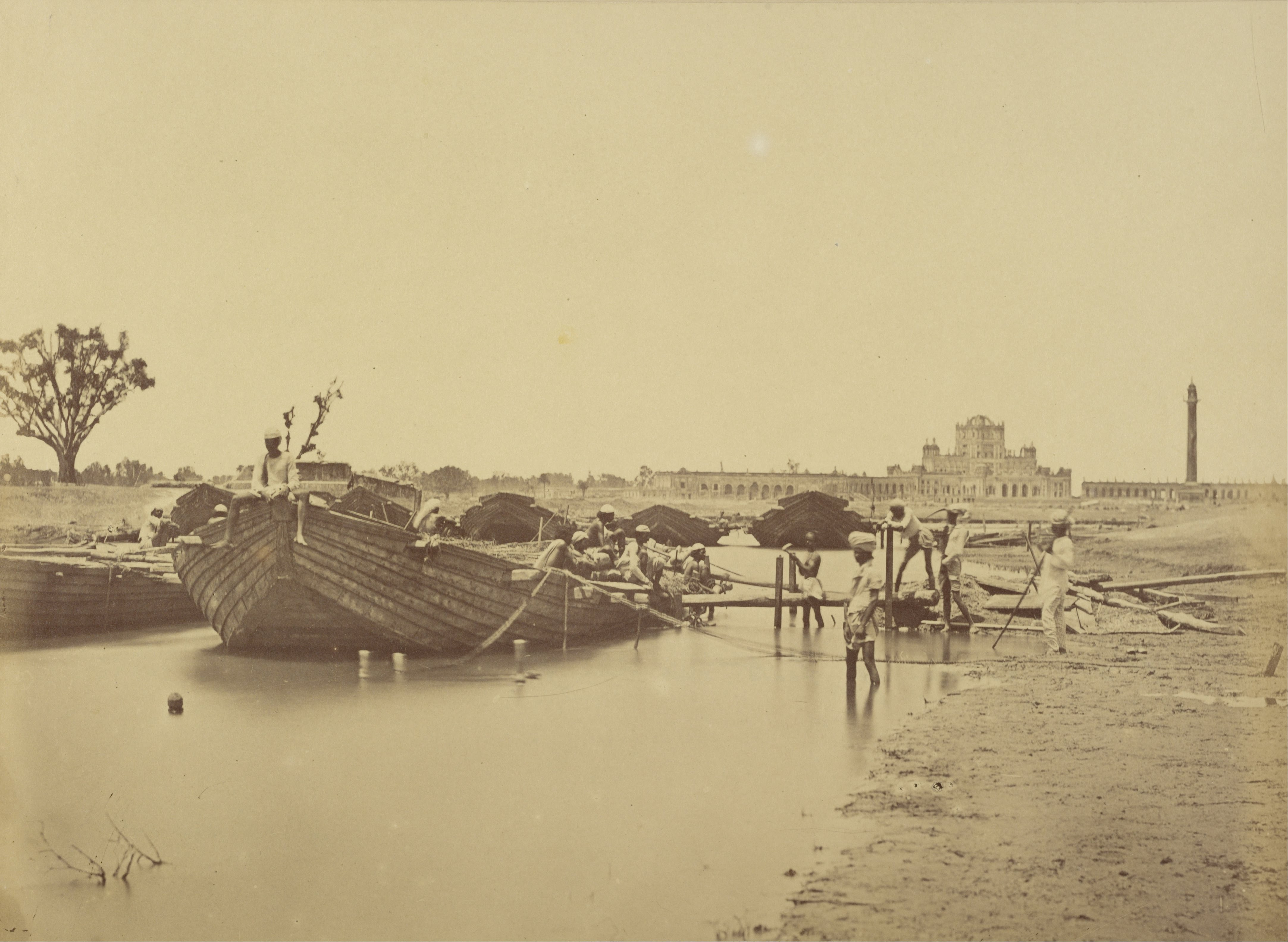
Felice Beato: Překročení řeky Gómatí, albuminový stříbrný tisk, duben 1858

Krátce po vynálezu fotografie v Evropě ji britští důstojníci a zaměstnanci Východoindické společnosti uvedli do Indie. Na začátku roku 1840 byly již v Kalkatě nabízeny k prodeji fotografické kamery a byly vyráběny první daguerrotypie. V Bombaji se fotoateliéry začaly objevovat počátkem 40. let 19. století. Bombajská fotografická společnost byla založena v roce 1854 a do roku 1856 měla 200 členů, v letech 1856–1858 společnost vydala The Indian Amateurs' Photographic Album (Fotografické album indických amatérů) s albuminovými tisky. V letech 1855–1857 se fotografie vyučovala na Elfinstonské univerzitě. Fotografické společnosti se také objevily v padesátých letech 19. století v Kalkatě a Madrasu.
Pozoruhodní fotografové jako Felice Beato a Samuel Bourne strávili několik let v Indii fotografováním obyvatel a architektury. Beato přicestoval do země v únoru 1858  a dokumentoval následky velkého indické povstání v různých městech. Jeho práce je průkopnickým úsilím válečné fotografie. Bourne v roce 1863 založil fotografické studio Bourne & Shepherd a rozsáhle fotografoval tisíce snímků indické architektury a krajiny. 
Britové se také snažili vyfotografovat různé kasty a kmeny Indie jako způsob kategorizace různých lidí v Indii s rasistickým a orientalistickým podtónem. The People of India byla vícesvazková studie, která obsahovala stovky takových obrázků.  První fotografové tak prezentovali vysoce exotický pohled na Indii, který měl podpořit koloniální agendu.

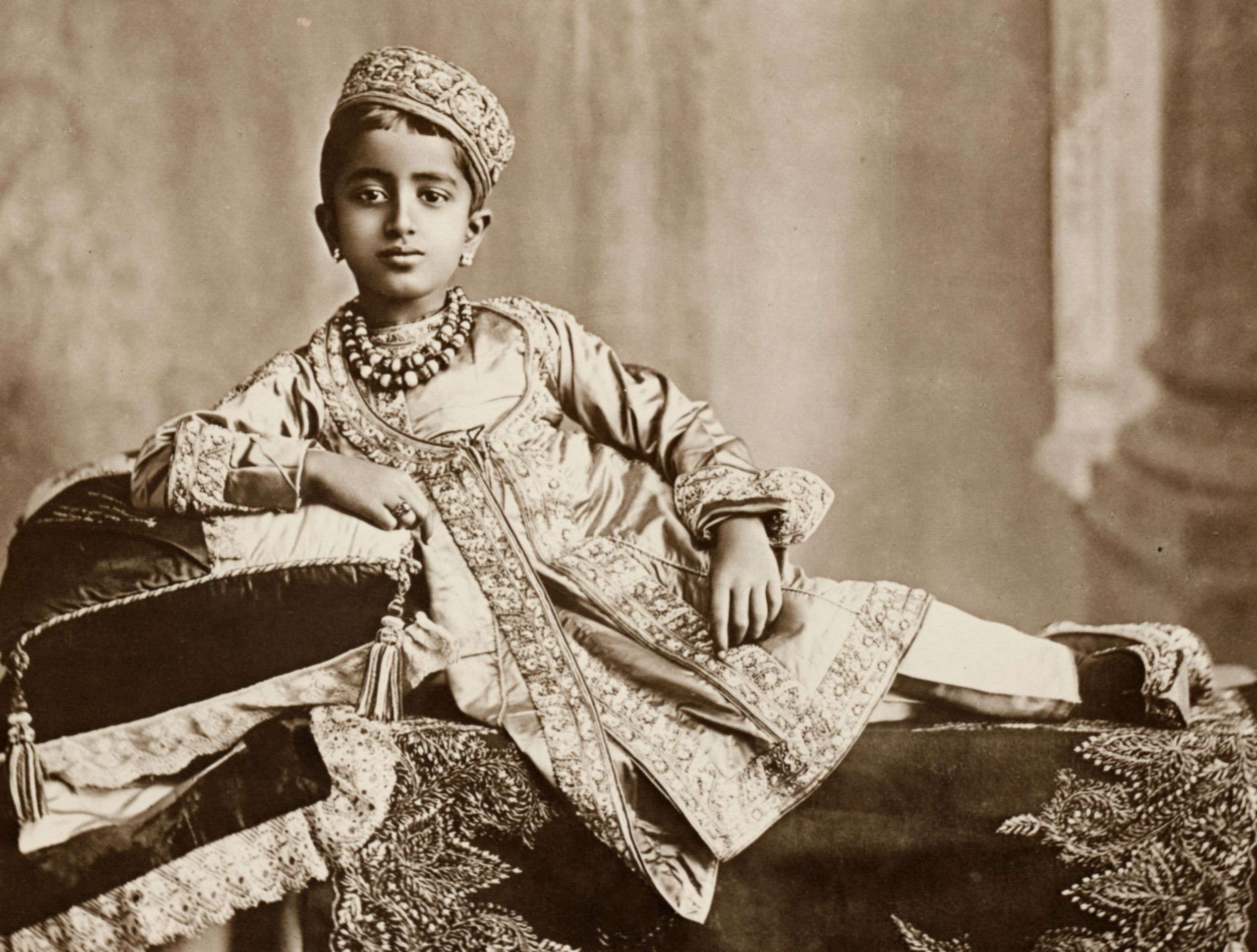
Lala Deen Dayal: Fateh Singh Rao, nejstarší syn mahárádži z Barody, 1891

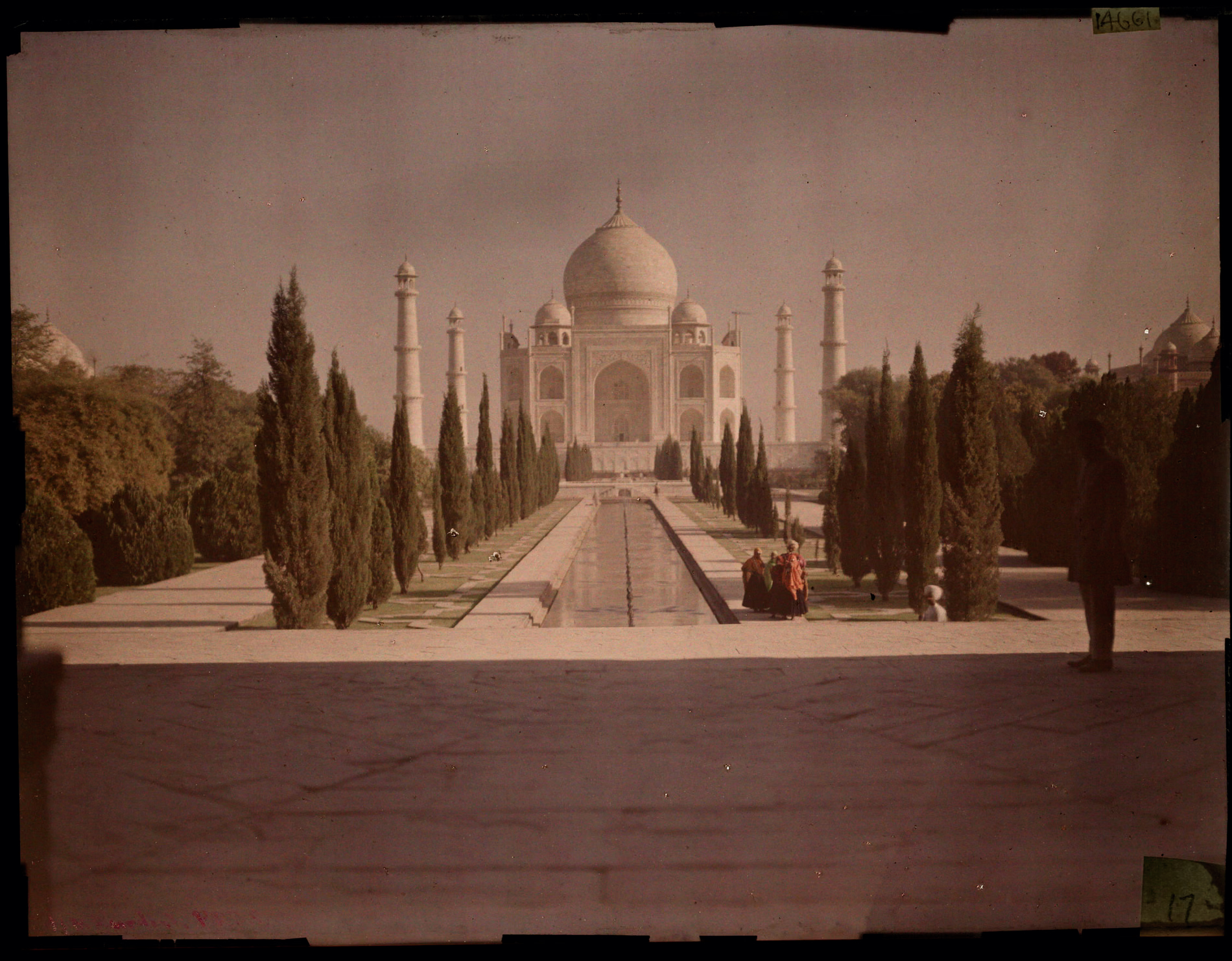
Helen Messinger Murdochová: barevná fotografie Tádž Mahalu z roku 1914, publikovaná v roce 1921 v časopise National Geographic

### Koloniální období
Průkopníkem indické fotografie byl Lala Deen Dayal, který pracoval od konce 60. let devatenáctého století do počátku dvacátého. Fotografii portrétu, krajiny, architektury se věnoval od roku 1885 jako dvorní fotograf Nizáma z Hajdarábádu.
Fotografové jako Kulwant Roy a Kanu Gándhí také dokumentovali události indického hnutí za nezávislost.

### Dokumentární fotografie
Klíčovou postavou rané indické fotografie je Abidmian Lalmian Syed (1904–1991), fotografoval od poloviny 20. let. Fotografka Homai Vyarawalla byla jednou z významných indických fotožurnalistů 20. století. V roce 2011 jí byla udělena Padma Vibhušan, druhé nejvyšší civilní vyznamenání Indické republiky.
Indii v letech 1940–1950 zachycoval fotodokumentarista Sunil Janah.
Od druhé poloviny 60. let se zabývali pouliční fotografií a fotožurnalistikou Raghu Rai a Raghubir Singh. „Byl to Singh, kdo v 70. letech do pouliční fotografie přivedl zpátky barvy.“ Menší popularita indického mistra ve srovnání s Evropany však nutí přemýšlet o propustnosti hranic „západního kánonu“.
Od 70. let fotografuje Pablo Bartholomew.
Mladším zástupcem sociální dokumentární fotografie je Manuel Rivera-Ortiz, nezávislý americký fotograf portorikánského 
původu, který dokumentoval život lidí v rozvojových zemích. Ovlivnila jej jeho vlastní zkušenost chlapce vyrůstajícího v chudé venkovské oblasti Portorika v 70. letech 20. století; svou práci nazval svou práci Celebration of Life (Oslava života) v chudobě. Fotografoval Kubu a srovnával tamní podmínky s Portorikem svého mládí, stejně tak jako v Indii, kde dokumentoval důstojnost příslušníků kasty Dalit (Nedotknutelní).
V roce 2020 se Dar Yasin, Mukhtar Khan a Channi Anand stali prvními indickými fotografy, kteří získali Pulitzerovu cenu za reportáž o represích v Kašmíru. V roce 2022 získali Pulitzerovu cenu za fotografii fotoreportéři Reuters Amit Dave , Adnan Abidi, Sanna Irshad Mattoo a posmrtně také Danish Siddiqui.

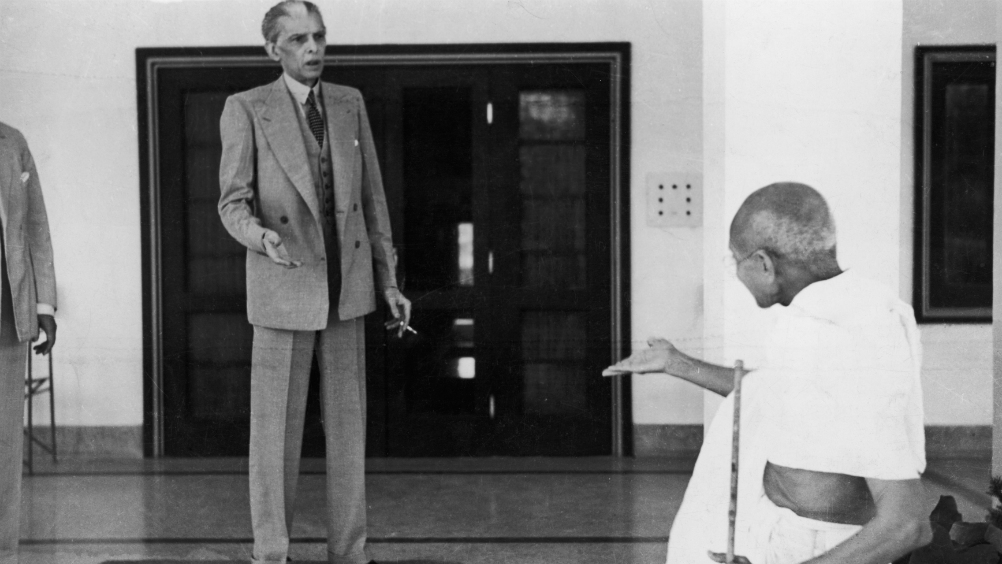
Kulwant Roy: Mahátma Gándhí a Muhammad Alí Džinnáh, 1944
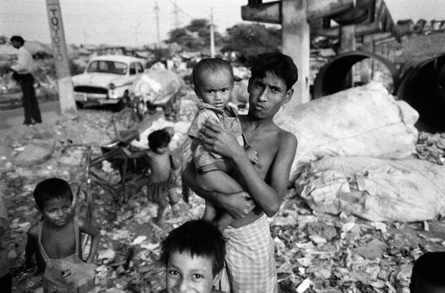
Manuel Rivera-Ortiz: City Dump, Yamuna River Slum, Delhi, Indie, 2005

### Umělecká fotografie
Od 40. let 20. století až do konce svého života fotografoval Krišna Gopal Machešvari.
Fotografií módy a celebrit se od konce 80. let zabýval Prabuddha Dasgupta.

### Fotografové divoké přírody
Fotografování divoké přírody se zabývali například následující významní fotografové: Rathika Ramasamy, Kalyan Varma, N. A. Naseer, K. Jayaram, Sunjoy Monga nebo Jayanth Sharma.

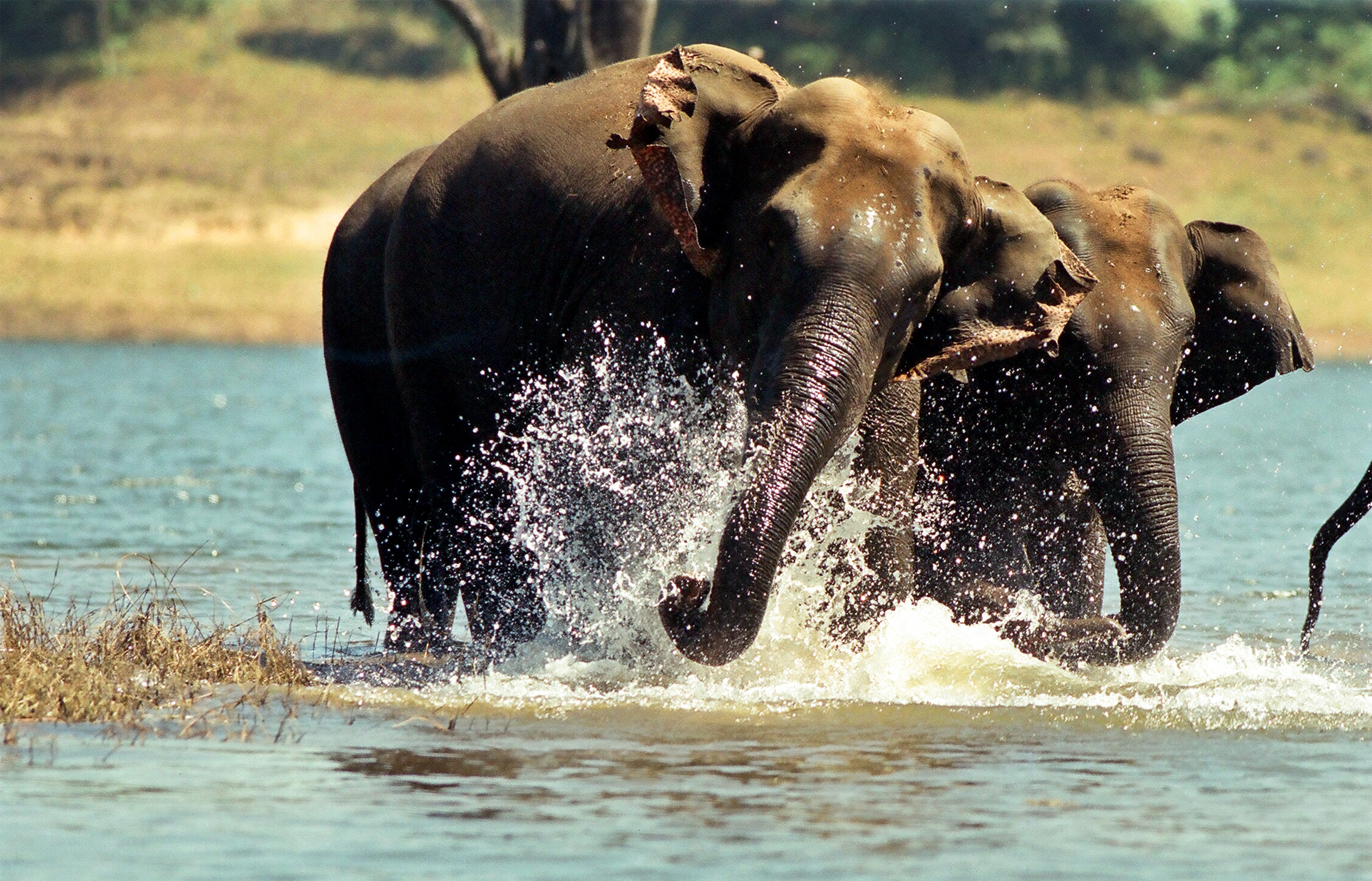
N. A. Naseer: Divocí sloni při koupeli
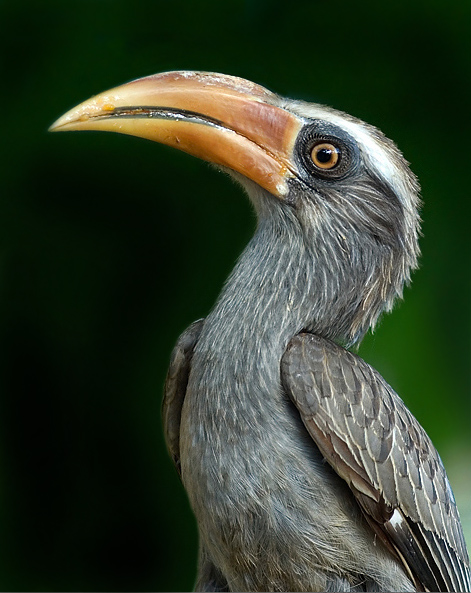
Rathika Ramasamy: Zoborožec indický (Ocyceros griseus), endemický pták ze Západního Ghátu
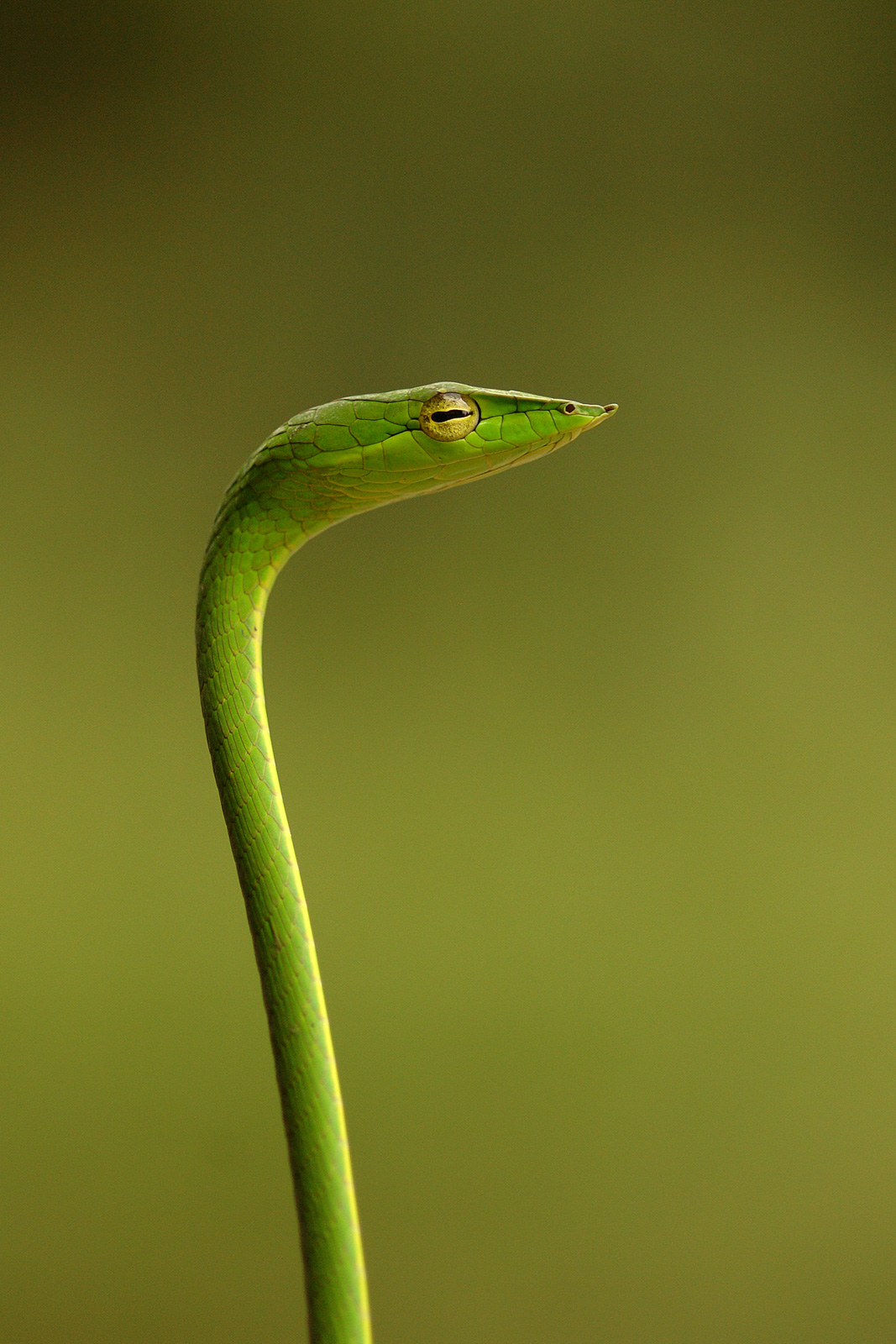
Kalyan Varma: Velmi klidná bičovka nosatá, která ve skutečnosti je fotografována na naší ruce. Zjistili jsme, že přechází hlavní silnici, a kdybychom nezastavili a nezvedli ji, zajel by ji nákladní automobil, který byl hned za námi.
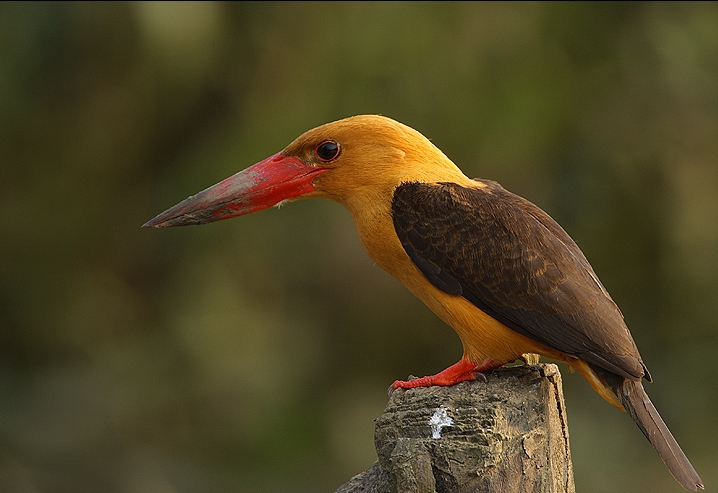
Jayanth Sharma: Pelargopsis amauroptera, Bhitarkanika National Park, Orissa, Indie, 2008

## Organizace a publikace
Fotografické společnosti, organizace a instituce v Indii:
Národní galerie moderního umění (Nové Dillí) začala sbírat fotografie jako uměleckou formu na konci 70. let. Vlastní sbírku fotografií Laly Deen Dayala, jednoho z průkopníků fotografie v Indii. Sbírka je malá, ale přesto významná. Fotografie Deen Dayala z královského života počátku 20. století v Hyderabadu jsou národní vzácností. Ve sbírce galere jsou také fotografie současné Indie od Raghu Raie a moderních autorů jako jsou: Nemai Ghosh, Sanjeev Saith, Parthiv Shah, Vivan Sundaram nebo fotografka Dayanita Singh.
Fotomgz India je indický fotografický časopis, který je publikován prostřednictvím vydavatelství Magzter a Notion Press. Časopis představuje fotografy z Indie, ale také z Německa nebo Jižní Ameriky. V časopisu jsou rozhovory, články a řada fotografických soutěží s tematickým zaměřením (portréty, klasická černobílá fotografie, nebo pouliční fotografie).
Federace indické fotografie je divizí organizace FIAP (Fédération Internationale de l'Art Photographique).
Fotografické oddělení Ministerstva informací každoročně uděluje ocenění National Photography Awards.

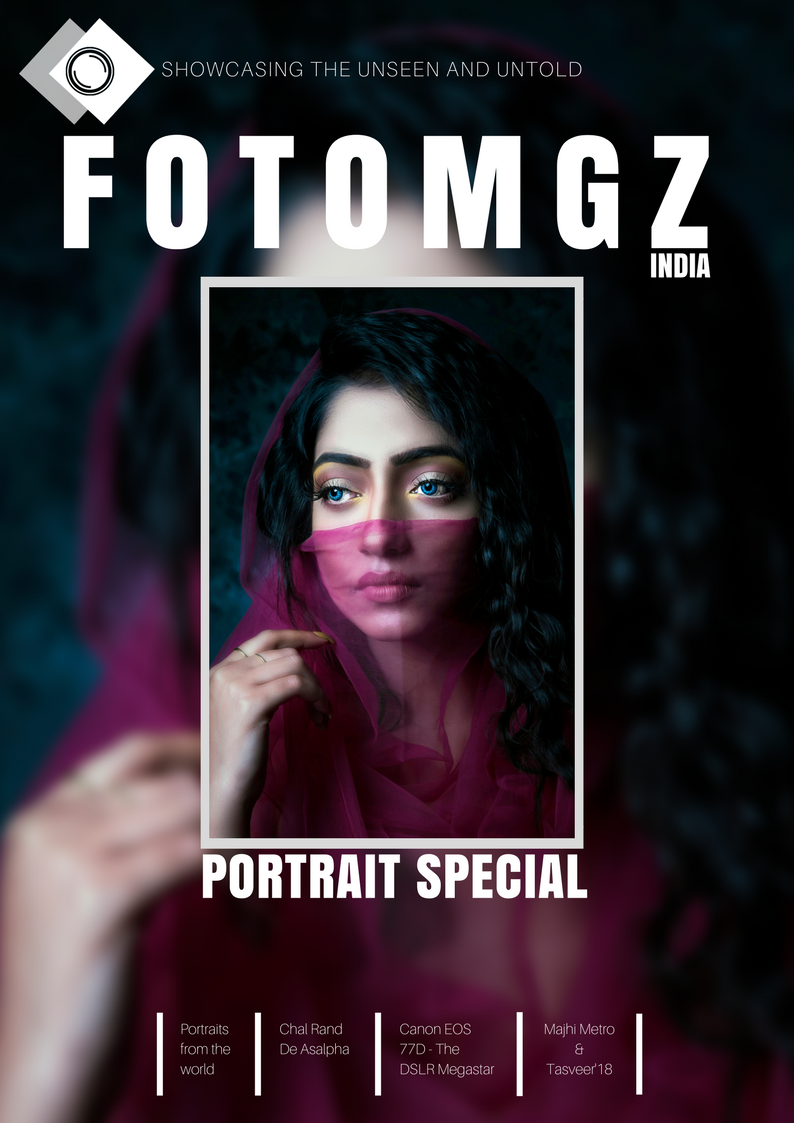
Časopis Fotomgz India, Portrait Special
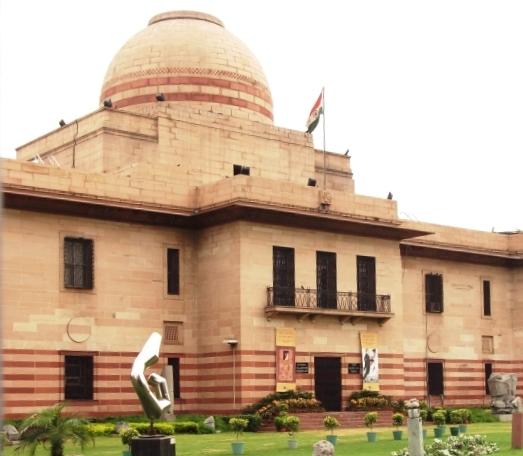
Národní galerie moderního umění (Nové Dillí)